# Sveriges runinskrifter
Sveriges runinskrifter är samlingsnamnet på den sammanställning över landets runstenar och andra runtexter som påbörjades i slutet av 1800-talet och fortfarande över 100 år senare inte avslutats. Verket består av separata delar för varje landskap, som till exempel Ölands runinskrifter (färdigställd 1900–1906) och Upplands runinskrifter (fyra band, färdigställda 1940–1958, arbetet med ett femte band med supplement och runor på lösföremål har påbörjats).
Verket utges av Riksantikvarieämbetet (tidigare av Kungl. Vitterhets-, historie- och antikvitetsakademien), med Raäs Runverk som redaktion.
I takt med att forskning alltmer använder sig av digitala medier har detta tryckta verks betydelse minskat, och dess referensfunktion bitvis fått vika för Samnordisk runtextdatabas, vilken också ger möjlighet att ta med nyupptäckter och uppdaterade forskningsresultat. Rundatabasens material baseras dock på Sveriges runinskrifter och mycket av materialet är hämtat där. Dessutom innehåller Sveriges runinskrifter ojämförligt mycket mer information om varje individuell inskrift än vad som är fallet i runtextdatabasen.

## Hittills utgivna delar
- Sveriges runinskrifter. Stockholm: Almqvist & Wiksell international
  -  Bd 1, Ölands runinskrifter. 1900-1906. Libris 19103371. http://litteraturbanken.se/forfattare/SoderbergS/titlar/OlandsRuninskrifter/info
  -  Bd 2, Östergötlands runinskrifter. 1911-1918. Libris 19103427. http://litteraturbanken.se/forfattare/BrateE/titlar/OstergotlandsRuninskrifter/info
  -  Bd 3, Södermanlands runinskrifter. 1924-1936. Libris 19103426. http://litteraturbanken.se/forfattare/BrateE/titlar/SodermanlandsRuninskrifter/info
  -  Bd 4, Smålands runinskrifter. 1935-1961. Libris 19103428. http://litteraturbanken.se/forfattare/KinanderR/titlar/SmalandsRuninskrifter/info
  -  Bd 5:1, Västergötlands runinskrifter, D. 1,. 1958-1970. Libris 19103422. http://litteraturbanken.se/forfattare/JungnerH/titlar/VastergotlandsRuninskrifter/info
  -  Bd 6, Upplands runinskrifter, D. 1. 1940-1943. Libris 19103424. http://litteraturbanken.se/forfattare/WessenE/titlar/UpplandsRuninskrifter1/info
  -  Bd 7:1, Upplands runinskrifter, D. 2 :1. 1943-1946. Libris 19103425. http://litteraturbanken.se/forfattare/WessenE/titlar/UpplandsRuninskrifter2/info
  -  Bd 8:1, Upplands runinskrifter, D. 3 :1. 1949-1951. Libris 19103429. http://litteraturbanken.se/forfattare/WessenE/titlar/UpplandsRuninskrifter3/info
  -  Bd 9, Upplands runinskrifter, D. 4. 1953-1958. Libris 19103430. http://litteraturbanken.se/forfattare/WessenE/titlar/UpplandsRuninskrifter4/info
  - [Bd 10, Ännu ej utgivet. Kommer att omfatta inskrifter på lösföremål i Uppland samt inledning och ett supplement till de utgivna delarna.]
  -  Bd 11, Gotlands runinskrifter, D. 1. 1962. Libris 19103431. http://litteraturbanken.se/forfattare/JanssonSBF/titlar/GotlandsRuninskrifter1/info
  -  Bd 12, Gotlands runinskrifter, D. 2. 1978. Libris 19103436. http://litteraturbanken.se/forfattare/SvardstromE/titlar/GotlandsRuninskrifter2/info
  -  Bd 13, Västmanlands runinskrifter. 1964. Libris 19103432. http://litteraturbanken.se/forfattare/JanssonSBF/titlar/VastmanlandsRuninskrifter/info
  -  Bd 14:1, Närkes runinskrifter. 1975. Libris 19103434. http://litteraturbanken.se/forfattare/JanssonSBF/titlar/NarkesRuninskrifter/info
  -  Bd 14:2, Värmlands runinskrifter. 1978. Libris 19103435. http://litteraturbanken.se/forfattare/JanssonSBF/titlar/VarmlandsRuninskrifter/info
  -  Bd 15:1, Gästriklands runinskrifter. 1981. Libris 19103433. http://litteraturbanken.se/forfattare/JanssonSBF/titlar/GastriklandsRuninskrifter/info
- Gotlands runinskrifter, D. 3. Stockholm: Riksantikvarieämbetet. 200?-. Libris 11696834. http://www.raa.se